# Ceratomerus malleolus
Ceratomerus malleolus är en tvåvingeart som beskrevs av Sinclair 2003. Ceratomerus malleolus ingår i släktet Ceratomerus och familjen Brachystomatidae. Inga underarter finns listade i Catalogue of Life.